# Marco Bechis
Marco Bechis (Santiago, 24 de octubre de 1955) es un guionista y director de cine chileno-italiano.

## Biografía
Su película Garage Olimpo fue presentada en el Festival de Cannes 1999 en la sección Un certain regard. Sobreviviente del campo de concentración “El Club Atlético”, donde estuvo detenido 15 días en abril de 1977, fue expulsado a Italia, ya que contaba con pasaporte de ese país.

## Filmografía

### Director y guionista
- 1991 - Alambrado
- 1997 - Luca's Film
- 1999 - Baires-Sarajevo
- 1999 - Garage Olimpo
- 2001 - Figli/Hijos
- 2008 - La terra degli uomini rossi - Birdwatchers
- 2011 - Il sorriso del capo

### Guionista
- 1996 - Il Carniere

### Productor
- 1997 - Luca's Film
- 1999 - Garage Olimpo
- 1999 - Baires-Sarajevo
- 2008 - La terra degli uomini rossi - Birdwatchers

## Premios y distinciones
Festival Internacional de Cine de Venecia
| Año  | Categoría                                 | Película                       | Resultado |
| ---- | ----------------------------------------- | ------------------------------ | --------- |
| 2008 | Premio C.I.C.T. UNESCO Enrico Fulchignoni | La tierra de los hombres rojos | Ganador   |